# North Courtland
Pour les articles homonymes, voir Courtland.
North Courtland est une municipalité américaine située dans le comté de Lawrence en Alabama.
Selon le recensement de 2010, sa population est de 632 habitants. North Courtland s'étend sur 0,66 milles carrés (1,71 km2).
La municipalité devient indépendante de Courtland en 1981.

## Démographie
| 1990 | 2000 | 2010 | - |
| ---- | ---- | ---- | - |
| 973  | 799  | 632  | - |